# Ковальчук, Борис Михайлович
Бори́с Миха́йлович Ковальчу́к (10 апреля 1940, Магнитогорск, Челябинская область, РСФСР — 7 февраля 2017, Томск, Российская Федерация) — российский физик, специалист в области сильноточной импульсной техники, создатель ряда сильноточных ускорителей и импульсно-энергетических установок национального и международного масштаба, действительный член Российской академии наук, доктор технических наук.

## Биография
В 1962 году окончил электроэнергетический факультет Томского политехнического института (ТПИ). Работал инженером и начальником лаборатории НИИ ядерной физики ТПИ. Затем поступил в аспирантуру, защитил кандидатскую диссертацию и с 1970 года заведовал лабораторией наносекундной техники в Институте оптики атмосферы Сибирского отделения РАН.
В 1977 году лаборатория вошла в состав Института сильноточной электроники СО РАН, в 1981 реорганизована в отдел импульсной техники ИСЭ, который он возглавлял до самой смерти.
В 1987 году был избран членом-корреспондентом, в 1992 году — действительным членом РАН.

## Научные достижения
В 1970-е годы с участием Б. М. Ковальчука были заложены основы нового, стратегически важного для страны научного направления — физики и техники генерирования мощных электрических импульсов. При его участии созданы первый отечественный сильноточный ускоритель электронов, первые отечественные сверхмощные газовые лазеры, первый импульсный генератор с индуктивным накопителем энергии и плазменным прерывателем тока. Среди осуществлённых им проектов — импульсный генератор ГИТ-12, включённый в перечень уникальных исследовательских установок России.
В течение последних пяти лет академик Ковальчук и его сотрудники занимались совершенствованием элементной базы мощной импульсной техники. Созданы многокулонные газоразрядные импульсные коммутаторы с высоким ресурсом, обеспечивающие включение конденсаторных батарей с мегаджоульным энергозапасом. На их основе созданы модули источников питания для мощных импульсных твердотельных лазеров, предназначенных для использования в системе лазерного термоядерного синтеза.
Автор концепции построения сверхмощных импульсных генераторов на основе линейного трансформатора, позволившая радикально увеличить удельный энергозапас генераторов и упростить их создание. Эта концепция рассматривается в качестве базы для построения мультитераваттного генератора нового поколения, благодаря чему появляется перспектива реализации инерциального термоядерного синтеза на основе Z-пинча.
Выступил автором и соавтором более 250 научных трудов и изобретений. Среди его учеников 4 доктора и 5 кандидатов наук.

## Научно-общественная работа
Член Отделения энергетики, машиностроения, механики и процессов управления Российской академии наук, входил в состав Объединённого учёного совета по физико-техническим наукам Сибирского отделения РАН, учёного и докторского диссертационного советов при Институте сильноточной электроники СО РАН, председателем экспертного семинара ИСЭ по специальности «электрофизика, электрофизические установки».
Являлся сопредседателем II международного конгресса по радиационной физике, сильноточной электронике и модификации материалов пучками заряженных частиц и потоками плазмы (2006), председателем оргкомитетов XII—XIV международных симпозиумов по сильноточной электронике (2000, 2004, 2006).

## Награды и звания
- Премия Ленинского комсомола (1968)
- Государственная премия СССР (1981)
- Государственная премия Российской Федерации (1998)[2]
- Международная премия имени Эрвина Маркса (1997) за большие достижения в исследованиях генерации мощных высоковольтных импульсов
- Демидовская премия (2007)
- Орден Дружбы народов (1986)
- Орден Почёта (1997)[3]
- Орден «За заслуги перед Отечеством» IV степени (2007)[4]